# Anabasitte à pattes roses
Acrobatornis fonsecai
Genre
Espèce
Statut de conservation UICN

 VU A2c+3c+4c;B1ab(i,ii,iii,v);C2a(i) : Vulnérable
L'Anabasitte à pattes roses (Acrobatornis fonsecai) est une espèce appartenant à la famille des Furnariidae. C'est la seule espèce du genre Acrobatornis (masculin). Il est endémique au sud-est de Brésil.
Son cadre naturel de vie est les forêts humides des plaines tropicales ou subtropicales.
Il est menacé par la perte de son habitat.

## Étymologie
Le nom du genre Acrobatornis, du grec ancien ἀκροβάτης, akrobátês, « qui marche sur la pointe des pieds », et ὄρνις, órnis, « oiseau » fait référence au comportement acrobatique d'escalade et de recherche de nourriture de cet oiseau.
Son nom spécifique, fonsecai, lui a été donné en l'honneur de Paulo Sergio Moreira da Fonseca (de Rio de Janeiro), ami aux talents multiples des auteurs depuis de nombreuses années pour son soutien à l'équipe dans l'identification et l'observation des oiseaux.

## Publication originale
- (en) José Fernando Pacheco, Bret M. Whitney et Luiz P. Gonzaga, « A new genus and species of furnariid (aves: Furnariidae) from the cocoa-growing region of southeastern Bahia, Brazil », The Wilson Bulletin, vol. 108, no 3,‎ septembre 1996, p. 397-433 (ISSN 0043-5643 et 2162-5204, lire en ligne).